# Characinae

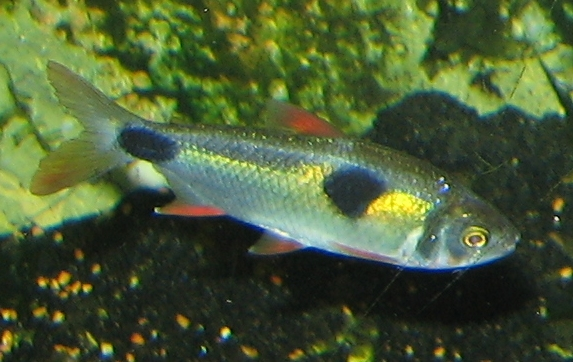
Exodon paradoxus.

Characinae es una subfamilia de peces de agua dulce de la familia Characidae. Se encuentra subdividida en 11 géneros. Algunas de sus especies son denominadas comúnmente con el nombre de dientudos. Habitan en lagunas, arroyos, y ríos en regiones templadas y cálidas de América Central y del Sur. 

## Características
Su tamaño va desde 1,5 hasta 40 pulgadas de largo. Su boca es grande, posicionada de manera terminal u oblicuamente hacia arriba. En la mayoría de los casos, en el maxilar superior, la maxila está totalmente dentada; en algunos géneros los colmillos están orientados hacia atrás, o son visibles desde el exterior cuando la boca está cerrada. Muchas especies tienen forma cónica. Estos peces son carnívoros; algunas especies se especializan en alimentarse picando las aletas de otro peces.

## Taxonomía

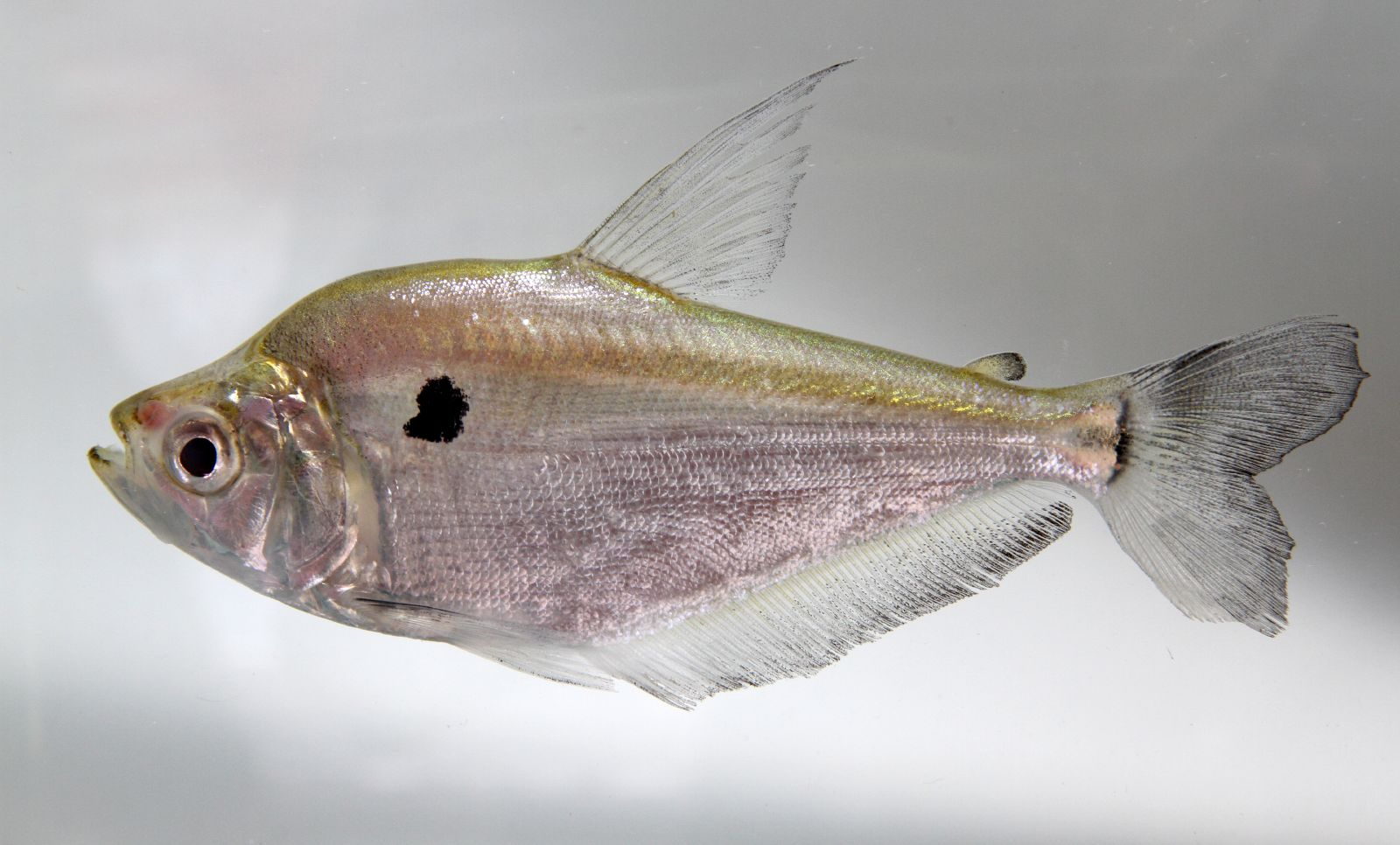
Roeboides margareteae.

Esta subfamilia fue descrita originalmente en el año 1825 por el zoólogo francés Pierre André Latreille. 
Géneros
Esta subfamilia se subdivide en 11 géneros con 88 especies:
- Acanthocharax Eigenmann, 1912
- Acestrocephalus Eigenmann, 1910
- Bryconexodon Géry, 1980
- Charax Scopoli, 1777
- Cynopotamus Valenciennes in Cuvier & Valenciennes, 1850
- Exodon Müller & Troschel, 1844
- Galeocharax Fowler, 1910
- Phenacogaster Eigenmann, 1907
- Priocharax Weitzman & Vari, 1987
- Roeboexodon Géry, 1959
- Roeboides Günther, 1864